# Leppävirta

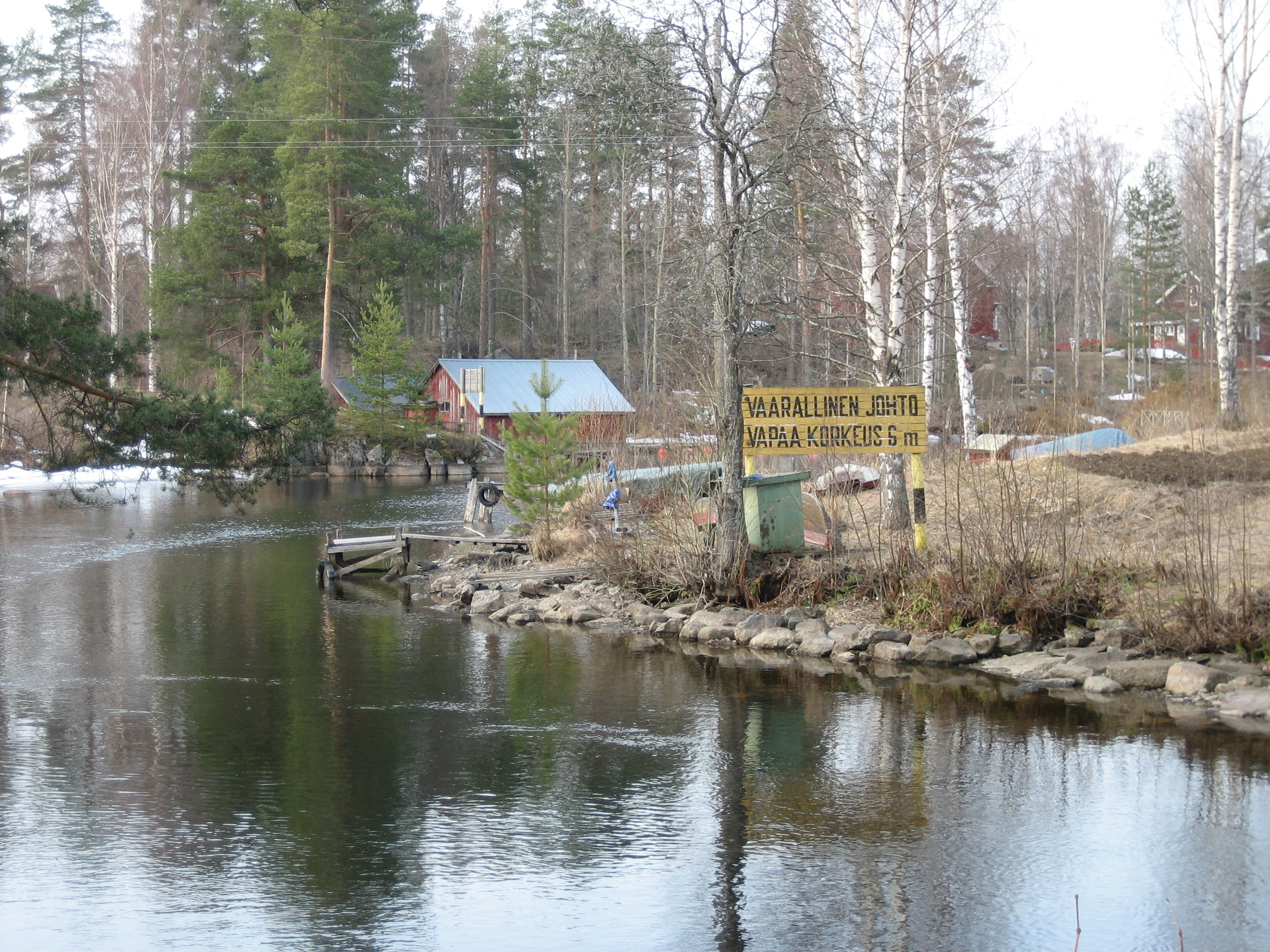
Sorsakoski, un insediamento industriale della municipalità di Leppävirta

Leppävirta è un comune finlandese di 9177 abitanti, situato nella regione del Savo Settentrionale.